# Justicia pilosula
Justicia pilosula är en akantusväxtart som beskrevs av Raymond Benoist. Justicia pilosula ingår i släktet Justicia och familjen akantusväxter. Inga underarter finns listade i Catalogue of Life.